# Giusto de’ Menabuoi
Giusto de’ Menabuoi, auch Giusto da Padova genannt, (* im 14. Jahrhundert in Florenz; † vermutlich 18. Juni 1390 in Padua) war ein italienischer Maler des Trecento. Zu seinen Hauptwerken gehören die zwischen 1375 und 1378 geschaffenen Fresken im Baptisterium der Kathedrale von Padua. Weitere Werke befinden sich in der Antonius-Basilika und der Kirche der Eremitani zu Padua sowie in der Abtei Viboldone bei Mailand.

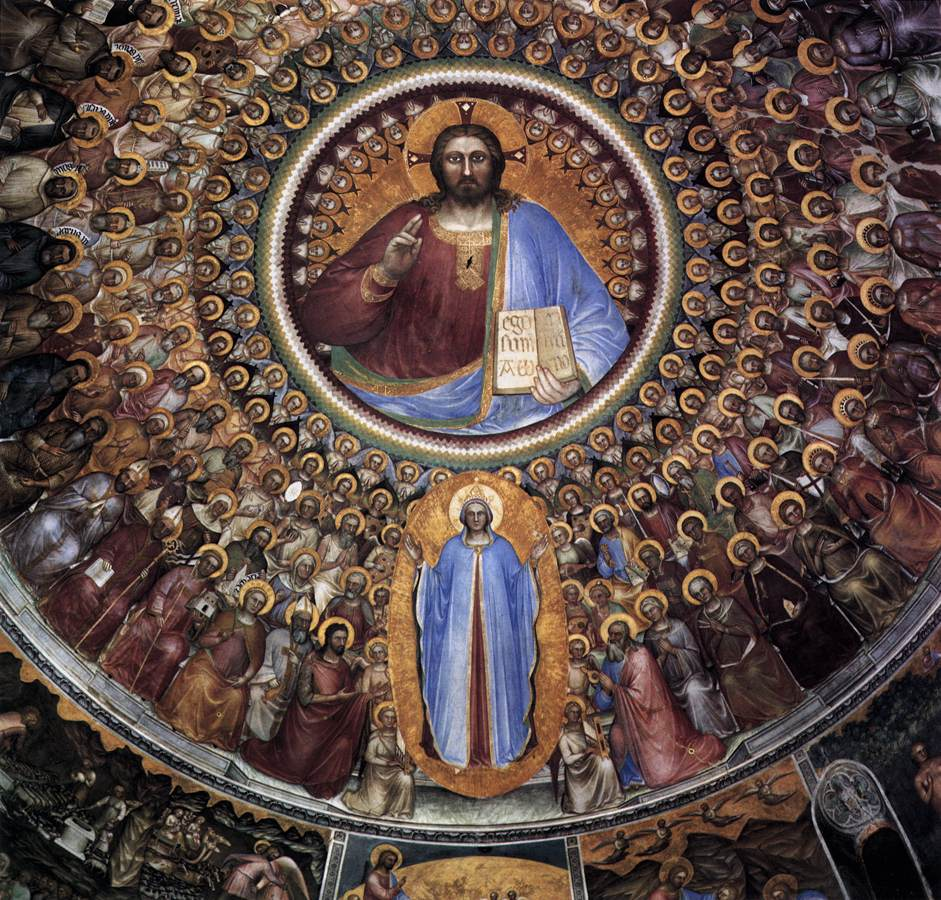
Kuppelfresko im Baptisterium in Padua (1375–1378)

## Leben
Menabuoi wurde zu einem unbekannten Zeitpunkt in der ersten Hälfte des 14. Jahrhunderts geboren. Je nach Autor wird die Zeitspanne seines Geburtsjahres zwischen 1320 und den 1330er-Jahren vermutet. Sein Geburtsort Florenz ist dagegen, wie der Name seines Vaters Giovanni, in einem Dokument von 1375 überliefert.
Über seine Lehrzeit ist nichts bekannt. Die neuere Forschung geht im Allgemeinen übereinstimmend davon aus, dass er seine Lehrzeit bei florentinischen Malern verbracht hat. Allerdings ist nicht eindeutig geklärt, bei welchem Maler er in die Schule ging. Anhand seiner Maltechnik wird davon ausgegangen, dass es sich um einen Maler aus der Schule Giottos der zweiten Generation gehandelt hat, obwohl in der Vergangenheit auch Giotto selbst als Lehrer nicht vollständig ausgeschlossen wurde.
Vermutlich verließ Menabuoi nach 1345 die Toskana und ging in die Lombardei. Über seine Anfangszeit in Florenz lässt sich nur spekulieren. Von seiner Schaffenszeit in der Toskana existiert nur ein ihm zweifelhaft zugeschriebenes Bild einer thronenden Madonna im Museum der bildenden Künste in Budapest, das mit 1345 datiert und Teil eines Diptychons ist.
Seine ersten ihm zweifelsfrei zugeschriebenen Werke stammen vom Ende der 1340er Jahre und entstanden für den Orden der Humiliaten in Mailand und in der Abtei Viboldone, einem südöstlichen Vorort von Mailand. Dabei handelt es sich um Fresken aus der im 19. Jahrhundert aufgelösten und teilweise abgerissenen Kirche Santa Maria in Brera in Mailand, die in der Pinacoteca di Brera aufbewahrt werden, für die die Kirche Platz machen musste. Die Fresken in Brera entstanden 1348 und zeigen acht Heilige aus dem Mailänder Klerus. An der Arbeit lassen sich bereits die für Menabuoi charakteristischen Stilelemente seiner Erstlingswerke, wie Farbreichtum, mit seiner Vorliebe für hellere Farben, und räumliche Effekte erkennen.
In der Abtei Viboldone können ihm das Fresko des Jüngsten Gerichtes im Tiburio der Klosterkirche sowie die vier Evangelisten im Pendentif zugeschrieben werden, die 1349 fertiggestellt wurden. Das Fresko des Jüngsten Gerichtes weist insbesondere in der Figur des richtenden Jesus starke Ähnlichkeiten mit der Arbeit Giottos in der Cappella degli Scrovegni in Padua auf, weshalb davon auszugehen ist, dass Menabuoi das Werk Giottos in Padua selbst in Augenschein genommen hatte und sich davon in Viboldone inspirieren ließ. Es kann nicht ausgeschlossen werden, dass Menabuoi darüber hinaus noch andere Arbeiten bei der Freskierung in Viboldone ausgeführt hat.
Sein erstes datiertes Werk stammt von 1363 und war ein von einer Mailänder Ordensschwester in Auftrag gegebenes Polyptychon. Die mit März 1363 datierte Arbeit ist nicht mehr als Ganzes erhalten. Das zentrale Motiv einer thronenden Madonna ist im Nationalmuseum San Matteo in Pisa aufbewahrt, während die Flügel mit Heiligenfiguren sich in den Vereinigten Staaten im Georgia Museum of Art befinden. Seine letzte Arbeit seiner Mailänder Periode stammt von 1367 und ist ein in der National Gallery in London aufbewahrter Triptychon.
Um 1370 zog Menabuoi weiter nach Padua. In der Stadt am Bacchiglione war er bis kurz vor seinem Tode aktiv. In Padua flocht er enge Verbindungen mit der Signoria der Carraresi, in Person von Francesco I. da Carrara dem Älteren. Seine bald viel gerühmten Arbeiten, ließen ihn schnell zum Hofmaler der Carraresi aufsteigen. Noch 1370 fertigte er ein Fresko in der Seitenkapelle Cortellieri in der Kirche der Eremitani an, das nur noch in Teilen erhalten ist.
Weitere Fresken schuf er 1372 in der Kirche der Servi, von denen nur spärliche Reste vorhanden sind. 1373 war erneut in der Kirche der Eremitani tätig und schmückte das Grab des im Dienste der Carraresi stehenden deutschen Söldners Heinrich Spisser. Aus dem gleichen Jahr stammt ein Fresko in einer Nische der Apsis der Scrovegni-Kapelle. Menabuoi malte auch das Grab der aus Padua stammenden Aristokratenfamilie Da Vigonza in der Basilika des Heiligen Antonius aus. Aus dem von 1375 erhaltenen Dokument geht hervor, dass er zu diesem Zeitpunkt bereits die Bürgerrechte in Padua besaß. Um die Mitte der 1370er Jahre erhielt er den Auftrag, das Baptisterium in Padua als Mausoleum von Francesco I. da Carrara und seiner Ehefrau Fina Buzzacarini auszugestalten. Die beim Tode von Fina Buzzacarini 1378 abgeschlossene Arbeit, sollte ihn zeitlebens finanziell absichern. Mit dem Lohn erwarb er in den folgenden Jahren einige Grundstücke in Padua.
Wahrscheinlich unternahm der Künstler in den gleichen Jahren noch einige Reisen in die Lombardei: Kürzlich wurden Giusto de’ Menabuoi einige Fresken zugeschrieben, die zwischen 1370 und 1380 im Portikus des Castello Visconteo in Pavia realisiert wurden.
Seine letzte Arbeit fertigte er 1382 in der Kapelle des Seligen Lukas von Padua in der Antonius-Basilika an. Die von einem unbekannten Künstler nach dem Tode von Menabuoi in den 1390er Jahren zu Ende gebrachte Arbeit, ist nur teilweise erhalten. Nach Meinung der Kritiker zeichnet sich das Werk durch eine gewisse Müdigkeit in der Komposition aus, was sich in der dunklen Farbwahl ausdrückt.
Sein Todestag ist nicht überliefert. Im Juli 1387 erwarb er weitere Grundstücke, was seine letzte dokumentarisch belegte Tat ist. Vermutlich starb er am 18. Juni 1390 in Padua, da seine Frau Antonia in den folgenden Jahren an diesem Tag eine Gedenkmesse für ihn an seinem Grab ihm Baptisterium lesen ließ und dies auch nach ihrem Tod 1429 testamentarisch so verfügte.

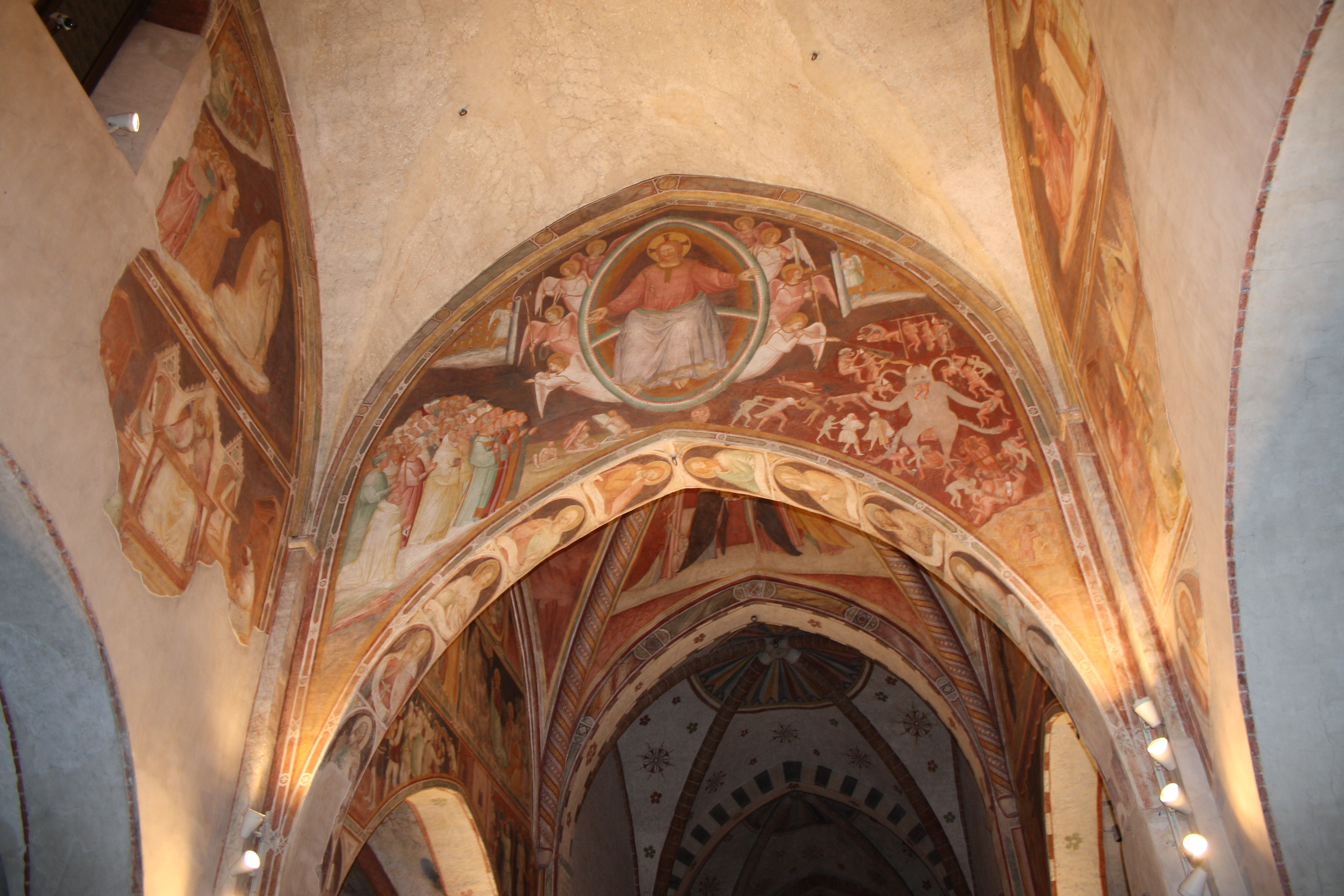
Jüngste Gericht (Abtei von Viboldone)
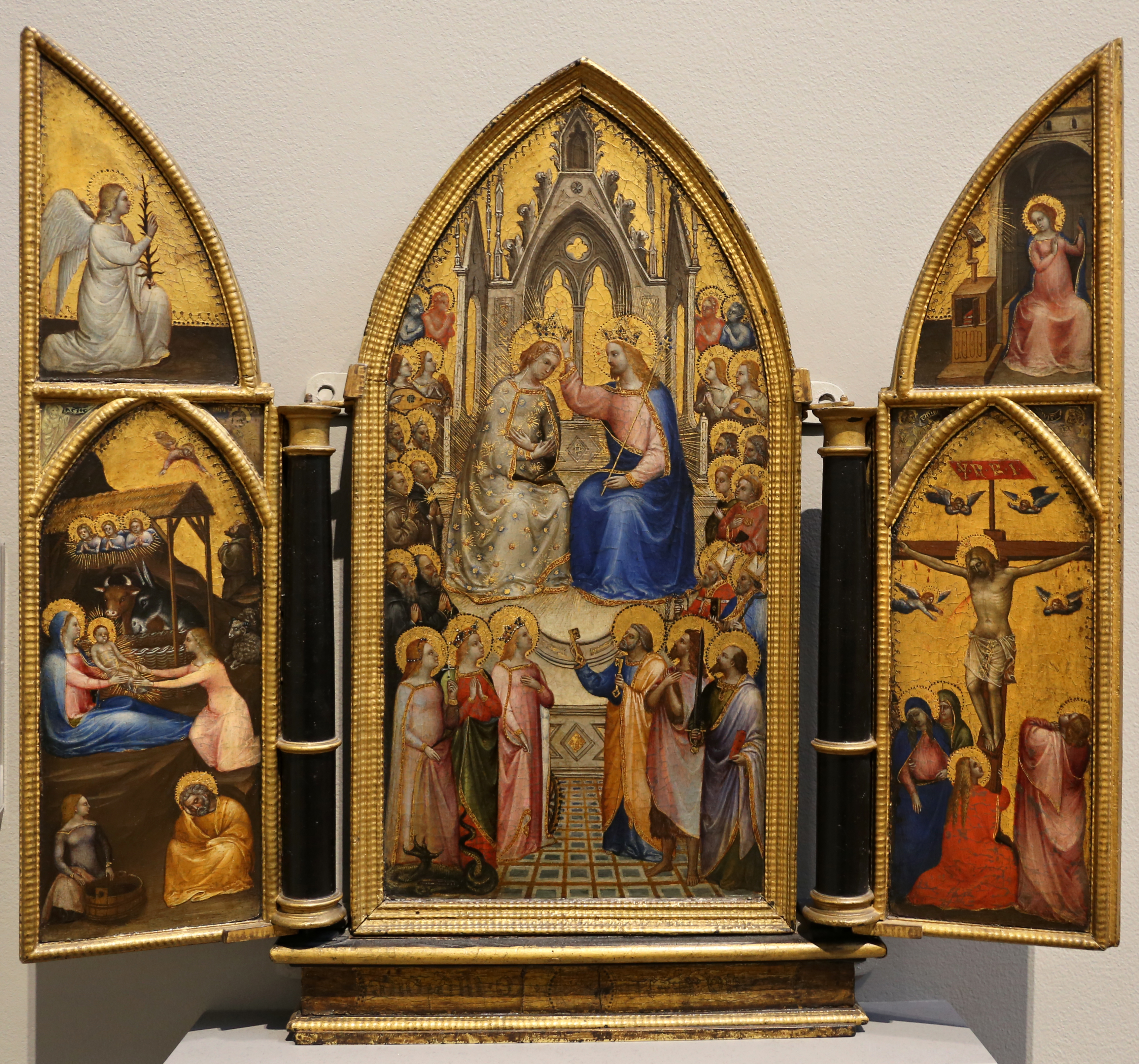
Triptychon (National Gallery London)
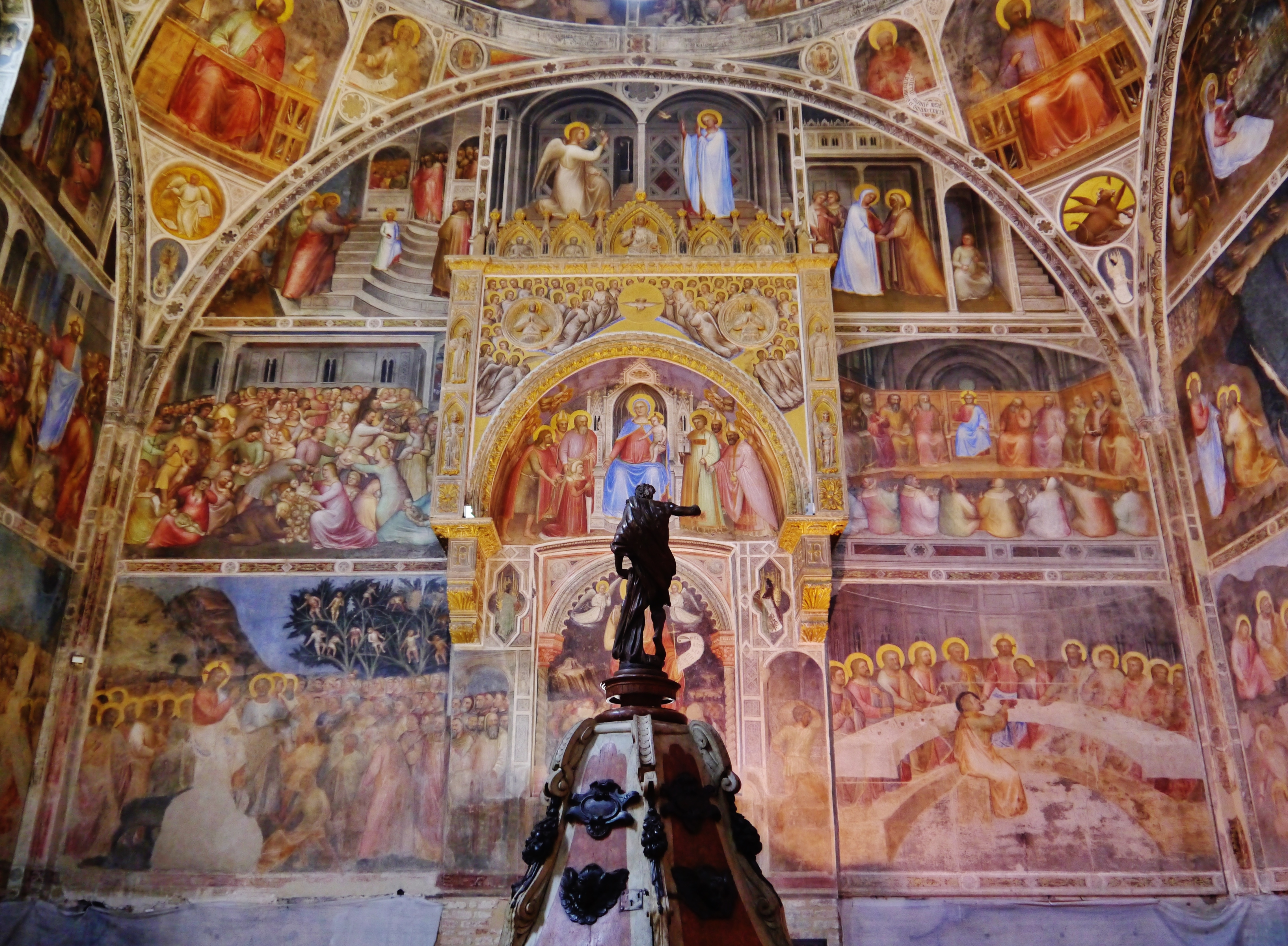
Baptisterium Padua
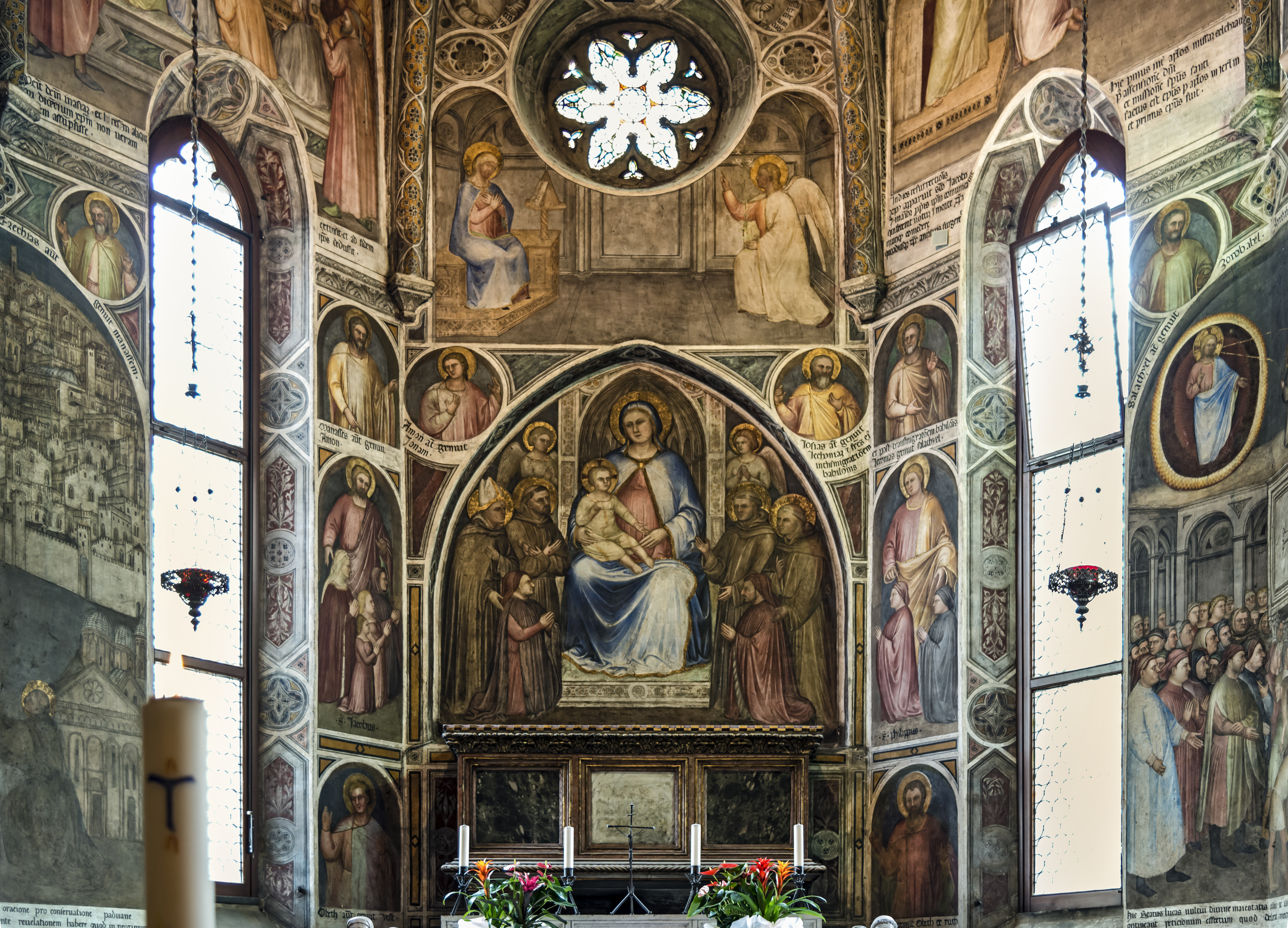
Kapelle des Seligen Lukas von Padua (Antonius-Basilika)